# サヴェッジ・サイエンス
『サヴェッジ・サイエンス』は、齋藤高吉／冒険企画局が製作した動物エスピオナージRPG。
2005年3月にホビーベースから出版された。

## 概要
デザイナーは前書きで、このゲームの正確なジャンルを「秘密組織に属する改造された動物がマッドサイエンティストで悪事を働く怪人の陰謀に立ち向かい
色々苦労するけれど最後にはいい気になって大活躍し勝利するRPG」としている。
このゲームのプレイヤーの明確な勝利条件は「生きて帰ってくること」と設定されている。

## 世界設定
西暦1200年代に、ロジャー・ベーコンという人物が儀式を成功させ、邪神の力を得てアストラル界と交信した。
アストラル界の数々の邪神は、彼に異世界の知識と技術を授けた。
ロジャー・ベーコンは世界の無知を駆逐するという野望を抱き、組織を作り上げた。
今では組織はいくつかに分かれてしまい、それらはまとめて〈異端〉と呼ばれている。
西暦1800年代に、〈異端〉は遺伝技術の実践への適用を模索した。
実験は成功し、セリアントロープ（改造動物）という存在が作り出された。
セリアントロープはある程度動物以上の知能を持ち、「人間形態」「原種形態」「戦闘形態」に変身することができた。
しかし、〈異端〉でセリアントロープを研究していた責任者、モロー博士は〈異端〉を離れ、〈機関〉という別組織を作り上げた。
その理由は今もなお不明のままである。
しかし、〈機関〉は新たにセリアントロープを生み出し、それをエージェントとして活動を行ない、〈異端〉の活動を阻止しようとしている。

## システム

### 行為判定
キャラクターの行動の成否を判断する行為判定のシステムは、上方判定方式に属する。
具体的には、12面ダイス1個を振り（1D12）、「判定で指定された特性値＋出目」の数値が目標値以上となれば成功である。
1D12が出目12であれば自動的失敗となる。
1D12が出目11であれば、それを達成値＋10として処理しつつ、さらに1D12を振り足すことができる。
振り足しが出目11である限り、達成値は無限に上昇する。
ただし、途中で出目12を出すと自動的失敗が優先される。

### 形態
セリアントロープの能力は、それぞれ決められた形態でしか使用することができない。
必要に応じて「人間形態」「原種形態」「戦闘形態」を使い分けて活動することが必要になる。
形態を変更するには、1ターンすべてを消費しなければならない。展開の先読みが重要になる。

### スロット
初期作成のセリアントロープは、スロット（アクティブにしておける能力の数）を3個しか持たない。
持っている能力7個（スロットを必要とする能力）のうち、一度に効果を発揮するのは3個のみであり、4個は無効となっている。
動物であるセリアントロープには、あまり器用で臨機応変な行動はできないのだ。
スロットの能力内容を変更するには、1ターンすべてを消費しなければならない。展開の先読みが重要になる。

### 進行度と不審度
エージェントであるセリアントロープは、〈異端〉の活動を調査する任務を負っている。
セリアントロープのミッションチームが「進行」の効果を持つ行動を行なうと、チーム全体で進行度が加算されていく。
進行度が100以上になると調査パートは終了し、有利な状況で戦闘パートに移行する。
セリアントロープのミッションチームが特定の行動を行なうと（日付が進む、判定に失敗する、など）、チーム全体で不審度が加算されていく。
不審度が100以上になると調査パートは終了し、不利な状況で戦闘パートに移行する。

## ファンクションとシルエット

### ファンクション
エージェントとしての能力を選択する。
- エンフォーサー - 近接戦闘系クラス。
- シューター - 遠距離戦闘系クラス。
- インスペクター - 調査系クラス。
- テクノマンサー - 回復系クラス。
- ディプロマト - 現場指揮系クラス。

### シルエット
改造された動物としての能力を選択する。
- タイプS - 攻撃重視。狼やライオンのような肉食獣をベースとして改造された動物。
- タイプH - 防御重視。牛や象のような大型獣をベースとして改造された動物。
- タイプT - 対物調査。鼠やモモンガのような小型動物をベースとして改造された動物。
- タイプF - 対人調査。愛玩犬やハムスターのような家畜・ペットをベースとして改造された動物。
- タイプW - 移動重視。鶏や鳩のような鳥類をベースとして改造された動物。